# Ectoedemia atrifrontella
Ectoedemia atrifrontella là một loài bướm đêm thuộc họ Nepticulidae. Nó được tìm thấy ở hầu hết châu Âu except Iceland, Ireland, Bỉ và hầu hết the Balkan Peninsula. Nó cũng có mặt ở Cận Đông.

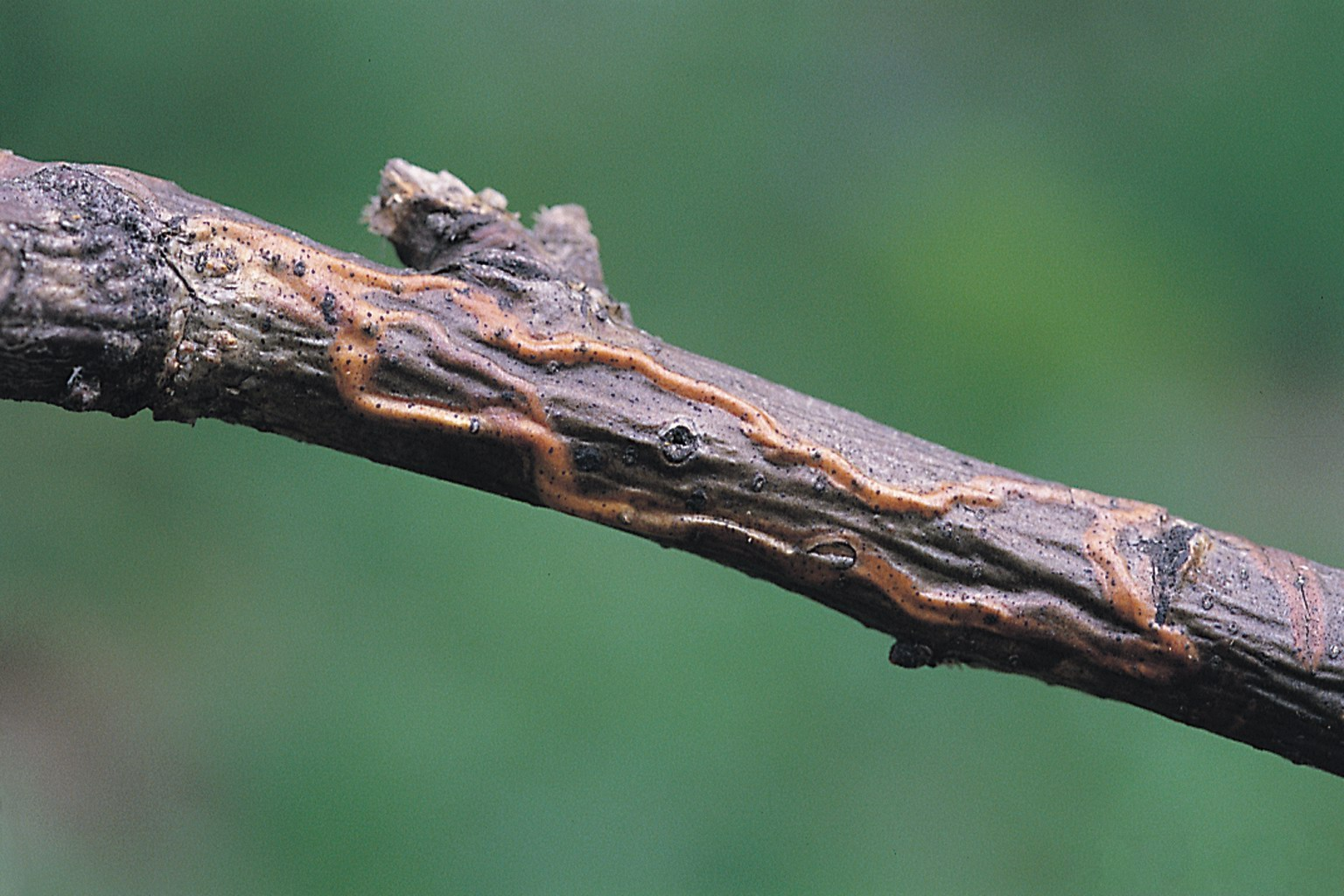
Ectoedemia atrifrontella mine

Sải cánh dài 7–9 mm. Con trưởng thành bay từ tháng 6 đến tháng 9.
Ấu trùng ăn various Quercus species. 